# Ophiactis brasiliensis
Ophiactis brasiliensis is een slangster uit de familie Ophiactidae.
De wetenschappelijke naam van de soort werd in 1988 gepubliceerd door C.L. de Castro Manso.